# Moe Shop
Moe Shop（モエ・ショップ）は日本の音楽プロデューサー、ソングライター、編曲家、トラックメイカー、DJ。アソビシステム所属。
フランス生まれだが、DJイベントで日本に頻繁に訪れるようになり、2019年に東京へ移住している。現在では主に日本で活動している。

## 概要
13歳の頃から音楽を作り始め、2015年頃からBandcampやSoundCloudといったインターネットの音楽投稿サイトで音楽活動を開始。2021年にはNetflix Animeのコマーシャル内で流れる音楽の作曲とプロデュースを行っている。